# Ramūnas Navardauskas
Ramūnas Navardauskas (Šilalė, 30 gennaio 1988) è un ciclista su strada lituano, professionista dal 2011.
Passista, si è aggiudicato una tappa al Giro d'Italia 2013 e una al Tour de France 2014; ha inoltre indossato per due giorni la maglia rosa nel corso del Giro d'Italia 2012, conquistandola nella cronometro a squadre di Verona e cedendola al termine della frazione con arrivo a Porto Sant'Elpidio. È stato anche il primo ciclista lituano a salire sul podio nella prova in linea Élite dei campionati del mondo, chiudendo al terzo posto l'edizione 2015 disputata a Richmond.

## Palmarès

### Strada
- 2005 (Juniores)

4ª tappa Coupe du Président de la Ville de Grudziądz (Grudziądz > Grudziądz)
Campionati lituani, Prova a cronometro Juniores (Ignalina)
- 2006 (Juniores)

Classifica generale Tour du Léman Juniors
Grand Prix L'Echappée U19
Prologo Tour du Pays de Vaud (Losanna > Losanna, cronometro)
- 2007 (Klaipėda)

Campionati lituani, Prova in linea Under-23
Campionati lituani, Prova in linea
2ª tappa Tour de Liège (Remicourt > Remicourt)
Zillebeke-Westouter-Zillebeke
- 2010 (Vélo Club La Pomme Marseille)

Boucles Catalanes
Liegi-Bastogne-Liegi Under-23
Tour du Périgord - À Travers les Bastides
Grand Prix Mathias Piston
2ª tappa Bidasoa Itzulia (Hondarribia > Hondarribia)
3ª tappa Bidasoa Itzulia (Irun > Irun)
2ª tappa Ronde de l'Isard (Saverdun > Mazères)
2ª tappa Boucles de la Mayenne (Charchigné > Changé)
Classique Champagne-Ardenne
- 2011 (Garmin-Cervélo, una vittoria)

Campionati lituani, Prova in linea
- 2012 (Garmin-Barracuda, una vittoria)

Campionati lituani, Prova a cronometro
- 2013 (Garmin-Sharp, due vittorie)

2ª tappa Tour de Romandie (Prilly > Grenchen)
11ª tappa Giro d'Italia (Cave del Predil > Vajont / Erto e Casso)
- 2014 (Garmin-Sharp, quattro vittorie)

Campionati lituani, Prova a cronometro
19ª tappa Tour de France (Maubourguet Pays du Val d'Adour > Bergerac)
3ª tappa Circuit Cycliste Sarthe (Angers > Pré en Pail)
Classifica generale Circuit Cycliste Sarthe
- 2015 (Team Cannondale-Garmin, due vittorie)

Classifica generale Circuit Cycliste Sarthe
Campionati lituani, Prova a cronometro
- 2016 (Cannondale Pro Cycling Team, una vittoria)

Campionati lituani, Prova in linea
- 2017 (Bahrain-Merida, una vittoria)

3ª tappa Vuelta a San Juan (San Juan > San Juan)
- 2018 (Bahrain-Merida, due vittorie)

1ª tappa Tour of Black Sea (Rize > Ayder, con la Nazionale lituana)
Classifica generale Tour of Black Sea (con la Nazionale lituana)
- 2019 (Delko Marseille Provence, una vittoria)

Campionati lituani, Prova in linea

#### Altri successi
- 2007 (Klaipėda)

2ª tappa, 2ª semitappa Ronde van de Provincie Antwerpen (Kasterlee, cronosquadre)
- 2010 (Vélo Club La Pomme Marseille)

Classifica a punti Ronde de l'Isard
2ª tappa Boucles de la Marne (Fagnières > Épernay, cronosquadre)
3ª tappa Tour de l'Eure-et-Loire (La Bazoche-Gouet, cronosquadre)
- 2011 (Team Garmin-Cervélo)

2ª tappa Tour de France (Les Essarts > Les Essarts, cronosquadre)
- 2012 (Team Garmin-Barracuda)

2ª tappa Tour of Qatar (Lusail, cronosquadre)
Classifica giovani Tour of Qatar
4ª tappa Giro d'Italia (Verona, cronosquadre)
Van Merksteijn Fences Classic
- 2014 (Garmin Sharp)

Classifica a punti Tour of Alberta
- 2018 (Bahrain-Merida)

Classifica a punti Tour of Cappadocia (con la Nazionale lituana)
Classifica scalatori Tour of Black Sea (con la Nazionale lituana)

### Pista
- 2013

Panevėžys, Omnium
- 2022

Campionati lituani, Inseguimento a squadre (con Darijus Džervus, Svajunas Jonauskas e Justas Beniušis)

## Piazzamenti

### Grandi Giri
- Giro d'Italia

2012: 137º
2013: 87º
2016: 122º
- Tour de France

2011: 157º
2013: 120º
2014: 141º
2015: 143º
2016: 134º

### Classiche monumento
- Milano-Sanremo

2011: ritirato
2013: 70º
2014: 11º
2015: 40º
2016: 41º
- Liegi-Bastogne-Liegi

2014: ritirato

### Competizioni mondiali
- Campionati del mondo su strada

Salisburgo 2005 - Cronometro Juniores: 10º
Salisburgo 2005 - In linea Juniores: 21º
Spa/Francorchamps 2006 - Cronometro Juniores: 6º
Spa/Francorchamps 2006 - In linea Juniores: 37º
Varese 2008 - Cronometro Under-23: 26º
Melbourne 2010 - Cronometro Under-23: 30º
Melbourne 2010 - In linea Under-23: 14º
Limburgo 2012 - Cronosquadre: 10º
Limburgo 2012 - Cronometro Elite: 33º
Limburgo 2012 - In linea Elite: 8º
Toscana 2013 - In linea Elite: ritirato
Ponferrada 2014 - Cronosquadre: 10º
Ponferrada 2014 - Cronometro Elite: 49º
Ponferrada 2014 - In linea Elite: 15º
Richmond 2015 - Cronosquadre: 12º
Richmond 2015 - Cronometro Elite: 40º
Richmond 2015 - In linea Elite: 3º
Doha 2016 - Cronometro Elite: 42º
Doha 2016 - In linea Elite: ritirato
Yorkshire 2019 - Cronometro Elite: 45º
- Campionati del mondo su pista

Vienna 2005 - Inseguimento individuale Juniores: 6º
Gent 2006 - Inseguimento individuale Juniores: 5º
- Giochi olimpici

Londra 2012 - In linea: 47º
Londra 2012 - Cronometro: 21º
Rio de Janeiro 2016 - In linea: 35º

### Competizioni europee
- Campionati europei su strada

Stresa 2008 - Cronometro Under-23: 26º
Ankara 2010 - Cronometro Under-23: 27º
Ankara 2010 - In linea Under-23: 9º
Glasgow 2018 - Cronometro Elite: 27º
Glasgow 2018 - In linea Elite: ritirato
Alkmaar 2019 - Cronometro Elite: 25º
Alkmaar 2019 - In linea Elite: ritirato
- Campionati europei su pista

Pruszków 2008 - Inseguimento individuale Under-23: 11º
Pruszków 2008 - Corsa a punti Under-23: 22º
Minsk 2009 - Inseguimento individuale Under-23: 15º
Minsk 2009 - Inseguimento a squadre Under-23: 12º
Minsk 2009 - Corsa a punti Under-23: 17º
- Giochi europei

Minsk 2019 - In linea: 80º
Minsk 2019 - Cronometro: 19º